# AGM-78 스탠더드 ARM
AGM-78 Standard ARM(AGM-78 Standard ARM)은 스탠다드 미사일의 대레이다 미사일 버전이다.